# XXYLT1
XXYLT1 (англ. Xyloside xylosyltransferase 1) – білок, який кодується однойменним геном, розташованим у людей на 3-й хромосомі. Довжина поліпептидного ланцюга білка становить 393 амінокислот, а молекулярна маса — 43 807.
| 10         |  | 20         |  | 30         |  | 40         |  | 50         |
| ---------- |  | ---------- |  | ---------- |  | ---------- |  | ---------- |
| MGLLRGGLPC |  | ARAMARLGAV |  | RSHYCALLLA |  | AALAVCAFYY |  | LGSGRETFSS |
| ATKRLKEARA |  | GAPAAPSPPA |  | LELARGSVAP |  | APGAKAKSLE |  | GGGAGPVDYH |
| LLMMFTKAEH |  | NAALQAKARV |  | ALRSLLRLAK |  | FEAHEVLNLH |  | FVSEEASREV |
| AKGLLRELLP |  | PAAGFKCKVI |  | FHDVAVLTDK |  | LFPIVEAMQK |  | HFSAGLGTYY |
| SDSIFFLSVA |  | MHQIMPKEIL |  | QIIQLDLDLK |  | FKTNIRELFE |  | EFDSFLPGAI |
| IGIAREMQPV |  | YRHTFWQFRH |  | ENPQTRVGGP |  | PPEGLPGFNS |  | GVMLLNLEAM |
| RQSPLYSRLL |  | EPAQVQQLAD |  | KYHFRGHLGD |  | QDFFTMIGME |  | HPKLFHVLDC |
| TWNRQLCTWW |  | RDHGYSDVFE |  | AYFRCEGHVK |  | IYHGNCNTPI |  | PED        |

A: Аланін

C: Цистеїн

D: Аспарагінова кислота

E: Глутамінова кислота

F: Фенілаланін

G: Гліцин

H: Гістидин

I: Ізолейцин

K: Лізин

L: Лейцин

M: Метіонін

N: Аспарагін

P: Пролін

Q: Глутамін

R: Аргінін

S: Серин

T: Треонін

V: Валін

W: Триптофан

Кодований геном білок за функціями належить до трансфераз, глікозилтрансфераз. 
Задіяний у такому біологічному процесі, як альтернативний сплайсинг. 
Білок має сайт для зв'язування з іонами металів, іоном магнію, іоном марганцю. 
Локалізований у мембрані, ендоплазматичному ретикулумі.